# Kristina Mundt
Kristina Mundt (Merseburg, 25 januari 1966) is een Duits voormalig roeister. Mundt maakte haar debuut met de wereldtitel in de dubbel-vier tijdens de wereldkampioenschappen roeien 1985. Mundt behaalde bij haar olympische debuut de gouden medaille in de dubbel-vier. Vier jaar later kwam Mundt uit voor het verenigde Duitsland en prolongeerde toen haar gouden medaille in de dubbel-vier. Mundt werd tijdens de wereldkampioenschappen roeien 1994 voor de tweede maal wereldkampioen in de dubbel-vier.

## Resultaten
- Wereldkampioenschappen roeien 1985 in Hazewinkel  in de dubbel-vier
- Olympische Zomerspelen 1988 in Seoel  in de dubbel-vier
- Olympische Zomerspelen 1992 in Barcelona  in de dubbel-vier
- Wereldkampioenschappen roeien 1993 in Račice  in de dubbel-vier
- Wereldkampioenschappen roeien 1994 in Indianapolis  in de dubbel-vier
- Wereldkampioenschappen roeien 1995 in Tampere 4e in de dubbel-twee

1988: Kerstin Förster & Kristina Mundt & Beate Schramm & Jana Sorgers ·
1992: Sybille Schmidt  &  Birgit Peter  & Kerstin Müller & Kristina Mundt·
1996: Katrin Rutschow & Jana Sorgers & Kerstin Köppen & Kathrin Boron·
2000: Manja Kowalski & Meike Evers & Manuela Lutze  & Kerstin Kowalski ·
2004: Kathrin Boron & Meike Evers & Manuela Lutze & Kerstin Kowalski ·
2008: Tang Bin & Xi Aihua & Jin Ziwei & Zhang Yangyang ·
2012: Kateryna Tarasenko & Natalija Dovhodko & Anastasija Kozjenkova & Jana Dementjeva·
2016: Annekatrin Thiele, Carina Bär, Julia Lier, Lisa Schmidla ·
2020: Chen Yunxia & Zhang Ling & Lü Yang & Cui Xiaotong ·
2024: Lauren Henry & Hannah Scott & Lola Anderson & Georgina Brayshaw